# فيكة
الفَيْكَة هي قرقور لصيد الأنقليس أو ثعابين الماء.ولها تصميمات مختلفة، وتكون عادة شبكة طويلة كيسية الشكل.